# Hemsbünde
Hemsbünde er en kommune med knap 1.150 indbyggere (2013) i Samtgemeinde Bothel i den sydøstlige del af Landkreis Rotenburg (Wümme), i den nordlige del af den tyske delstat Niedersachsen.

## Geografi
I kommunen ligger disse landsbyer og bebyggelser: Spannkamp, Hassel, Hastedt og Worth. Sammen med hovedbyen Hemsbünde bliver disse også kaldt Wasserdörfer på grund af talrige oversvømmelser fra floderne Rodau og Wiedau.

### Nabokommuner
- Brockel
- Bothel
- Visselhövede
- Kirchwalsede
- Rotenburg (Wümme)